# Microtus canicaudus
Microtus canicaudus є гризуном з роду Microtus родини Cricetidae. Уперше зібраний у 1895 році, він є ендемічним для долини Вілламетт, штат Орегон, і округу Кларк, штат Вашингтон, у тихоокеанському північно-західному регіоні Північної Америки. Історично вони були знайдені в преріях Долини, і, хоча багато з цих територій були перетворені на сільськогосподарські потреби, ці тварини залишаються поширеними. З причин, які залишаються неясними, щільність популяції полівок у будь-якій місцевості може сильно коливатися від сезону до сезону та від року до року. На них полюють сови, яструби та хижі ссавці, а їх паразитами є блохи та кліщі. Ці полівки будують нори та складні мережі тунелів, які вони іноді ділять з іншими тваринами, що риють. Відносно мало відомо про їхню поведінку в дикій природі, оскільки вони невловимі й навряд чи потраплять у пастки.

## Поширення
Вид є ендеміком долини Вілламетт, штат Орегон, і округу Кларк, штат Вашингтон. Поширена в сільськогосподарських районах: вона зустрічається на пасовищах, сіножатях, зернових полях і в порушених місцях проживання та навколо них. Колись вони населяли трав'янисті прерії долини. Ці прерії щорічно спалювали корінні американці, що маловідомо наслідки для популяції полівок.

## Морфологічна характеристика
Хутро на спині жовтувато-коричневе або жовтувато-сіре. У них короткий хвіст, чорний або коричневий зверху і сіруватий знизу. Молодняк має сіре хутро на нижній стороні та більш темне, «сажисте» сіре на спині. Лапи молодняку темні, хвіст сірий з чорною смугою. Загальна довжина типових дорослих особин становить 141 мм, а хвіст 35 мм. Ступні мають розміри 20 мм, а вуха 12 мм. З кожного боку вони мають верхній і нижній різці і три верхніх і нижніх корінних зубів, загалом 16 зубів.

## Поведінка
Це рийні гризуни, які будують складні мережі тунелів і нір. Вони також можуть гніздитися над землею, укрившись під деревом, покинутим обладнанням або іншим сільськогосподарським сміттям. Тунелі побудовані, щоб забезпечити притулок під час вологих періодів, які є частими у всьому їхньому діапазоні. Коли тунелі затоплюються, полівки пливуть до сухих місць або камер, у яких затримується повітря. Якщо мережі повністю затопляться, вони піднімуться на висоту. Цих полівок важко зловити живими в дикій природі, оскільки вони навряд чи потраплять у пастки вольєрного типу. Найбільш ефективні пастки встановлюються непомітно вздовж стежок, щоб полівки налітали прямо на них.